# John Dons
Johan (John) Dons (Utrecht, 26 februari 1915 - Fort bij Rijnauwen, 9 juli 1942) was een Utrechtse kunstschilder en als verzetsstrijder lid van de Oranjewacht in WO II.

## Leven en werk
Dons werd geboren te Utrecht als oudste zoon van de Utrechtse kunstschilder Bernardus (Bern) Dons en diens vrouw Anthonia Margaretha Bührmann. Hij leerde al jong tekenen en schilderen. Een week voor zijn 16e verjaardag overleed zijn moeder aan de gevolgen van tuberculose. Rond zijn 26ste overleed zijn twee jaar jongere zus Wia ook aan tbc. John zelf was ook besmet geraakt en leed aan open tuberculose. 

Vanwege zijn verzetswerk werd Dons opgepakt, gevangen gezet in Kamp Amersfoort en ter dood veroordeeld. Vlak voor zijn executie voltooide hij zijn laatste schilderij, met hulp van de "goede" bewaker Willy Engbrocks die hem aan schilderspullen hielp. Op 9 juli 1942 werd hij geëxecuteerd bij Fort Rijnauwen.

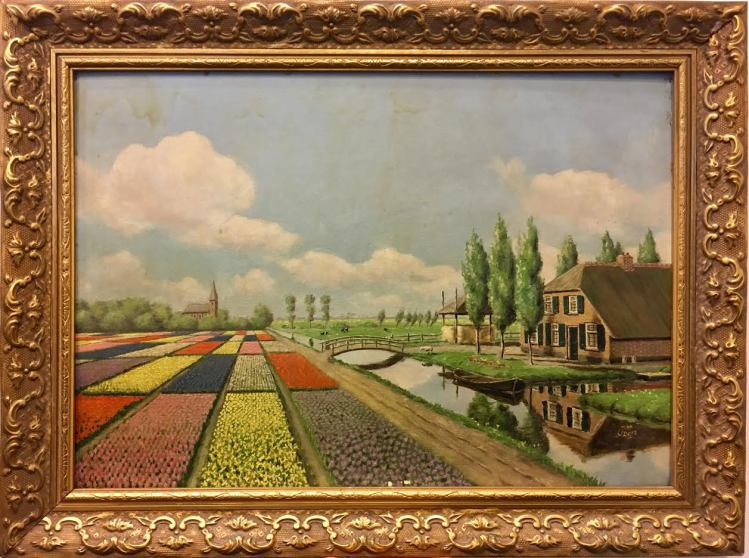
Het laatste schilderij van John Dons

Het schilderij schonk John aan Willy Engbrocks, die het jaren later gaf aan de nabestaanden van John. De familie schonk het in 2019 aan Nationaal Monument Kamp Amersfoort waar het te bezichtigen is.